# 藤田恵美
藤田 恵美（ふじた えみ、1963年5月15日 - ）は、日本の歌手。ユニット元Le Coupleのボーカル。東京都清瀬市出身。

身長160cm。血液型A型。最終学歴：NHK学園高校卒業。

## 来歴
父親の応募で幼稚園生のころ劇団ひまわりに所属、幼稚園時の6歳で「ひまわりキティーズ」としてレコードデビュー。また、子役として『ケンちゃんシリーズ』などに出演していた。劇団を辞めた後、父親の影響で「スターに挑戦!!」などに出場したことがきっかけで、1976年に13歳で演歌歌手「英実加（はなぶさ みか）」としてプロデビュー。演歌歌手としてのキャリアは1978年まで。子役・演歌歌手時代は周囲の大人に言われるがままに行動しており、演歌歌手を辞めたのもそのような自由のない生活に嫌気が差したからだという。17歳の頃、ブルーグラスやカントリーに興味を持ち、アマチュア歌手として活動開始。
不動産屋に勤める傍ら、ライブハウスなどで歌い、20歳の時、新宿のカントリーライブハウス「ウィッシュボン」の箱バンの初代ボーカルを務めた。
1991年にギタリストの藤田隆二と結婚し、オリジナルバンドを結成。1994年に夫婦ユニット「Le Couple」としてデビュー。1997年にテレビドラマ『ひとつ屋根の下2』挿入歌に使用された「ひだまりの詩」が180万枚を超えるヒットとなり、同年末、第48回NHK紅白歌合戦に出場した。また、このLe Coupleの活動と並行して、1995年には覆面ユニット「ICE BOX BABY」のEMIとしても活動した。
その後、Le coupleは2005年に活動休止。2007年2月に離婚届を提出して藤田隆二とは正式に離婚。これによりLe coupleは活動終了となり、以後はソロでの活動に専念している。
ソロ・キャリアとしては2001年に洋楽のカヴァー・アルバム「camomile」を制作。同作のヒットがきっかけとなり、香港やシンガポールなど東アジア・東南アジア諸国でソロ歌手として認知される。2003年には同様のコンセプトの2作目「camomile blend」を発表。こちらも同じくアジア諸国でヒットを記録。2005年には、プロデューサー佐橋佳幸、亀田誠治、森俊之らとプロジェクトを組みEmi with MKBとして「Rembrandt Sky」をリリース。この作品はマレーシアでプラティナディスクを獲得している。2006年にはアジアからの熱い要望もあり、カモミールシリーズ3作目となる「camomile classics」をリリース。香港HMVで発売から5週連続で1位を獲得。これまでに、アジアでのセールス合計は30万枚を超えた。
2007年にはエンジニア阿部哲也とソニーのアンプ設計者である金井隆がタッグを組み、SACDを制作。フジテレビ「とくダネ!」でオーディオファンで知られる司会の小倉智昭が大絶賛したところ、さらに火が付きベストアルバムがスマッシュヒットとなった。
ソロ活動での新しい試みとしては、手話ロックバンド「こころおと」のDeaf ボーカルKuniyとのデュオによる「心のバリアフリー音楽会」がある。これは2007年に始まったプロジェクトで、2008年3月までに20か所で藤田の弾き語り+Kuniyの手話歌という編成によるコンサートが開催された。

## ディスコグラフィー

### ひまわりキティーズ

#### シングル
- 老人と子供のポルカ（1970年、「左卜全とひまわりキティーズ」名義）[2]
- かあちゃんと子供のアンダンテ・カンタービレ（1971年、「若水ヤエ子とひまわりキティーズ」名義）
- 拝啓天照さーん（1971年、「左卜全とひまわりキティーズ」名義）
- パンダちゃん音頭（1972年）

### 英実加名義

#### シングル
- 母の雨（1976年）

### 藤田恵美名義

#### アルバム
- camomile（2001年）[2]
- camomile blend（2003年）
- Rembrandt Sky（2005年）
- camomile classics（2006年）
- camomile Best Audio（2007年）
- ココロの食卓 〜おかえり愛しき詩たち〜（2008年）
- camomile smile（2010年）
- 花束と猫（2012年）[2]
- ありがとう あなたの詩（うた） わたしの歌（2014年）
- 盛り場 海峡（2015年）
- camomile Best Audio 2（2016年）
- camomile colors（2018年）
- ココロの時間（2020年）
- Headphone Concert 2021（2021年）

#### シングル
- 夢見る朝 〜ドボルザーク「母が教えてくれた歌」より〜（2001年）
- 虹の橋（2007年）
- OMOIYARIのうた（2010年)[2]
- 飲んじゃって・・・（2015年)
- 東京ロンリー・ナイト（2017年）[2]

#### 参加作品
- YES-NO（duet with 藤田恵美）（2009年） - 稲垣潤一のアルバム『男と女2 -TWO HEARTS TWO VOICES-』に収録

## ラジオ
現在
- 藤田恵美 かみつれ雑貨店（2008年4月 - 、マール制作）

以前
- 心のハーブ・ガーデン（ - 2008年3月30日）
- アフタヌーン・パラダイス（ - 2008年3月26日）[4]

## テレビ
- クロスカヴァー・ソングショー #3・#4『菅原進（ビリー・バンバン）×藤田恵美〈前編・後編〉』（2015年5月20日・27日〈初回放送〉、歌謡ポップスチャンネル）※リピート放送あり[5]

## 注
1. 1 2 3 4  People Interview Le Couple、産経新聞、1999年9月18日。
2. 1 2 3 4 5 6 7 8 9 10 11  “実は芸歴48年目、離婚&活動休止を経て…元Le Couple・藤田恵美が“今の心境”を吐露”. ORICON NEWS.  株式会社oricon ME (2017年8月1日). 2022年1月26日閲覧。
3. ↑  手話ボーカル好評 目や心で音楽を感じて
4. ↑  おむすび食堂2008年3月
5. ↑  “クロスカヴァー・ソングショー”.   歌謡ポップスチャンネル. 2021年11月26日閲覧。